# Emily (ca sĩ Việt Nam)
Nguyễn Hương Ly (sinh ngày 18 tháng 10 năm 1989), thường được biết đến với nghệ danh Emily, là một nữ ca sĩ người Việt Nam. Khởi nghiệp vào năm 2007 thông qua việc giành giải nhất của cuộc thi Miss Teen Vietnam, Emily sau đó chuyển sang con đường ca hát chuyên nghiệp vào năm 2010 khi cô trở thành thành viên của nhóm LadyKillah, một nhóm nhạc nổi tiếng chuyên về mảng underground vào thời điểm đó.  
Năm 2019, tên tuổi của Emily chỉ thực sự được biết đến trở lại khi cô kết hợp với BigDaddy – người sau này là chồng và đối tác của cô – thông qua việc ra mắt ca khúc "Mượn rượu tỏ tình", ca khúc đã giúp cho cả hai nhận được một đề cử của giải Làn Sóng Xanh.

## Sự nghiệp
Năm 2007, Emily tham gia Miss Teen Vietnam. Cô giành giải nhất cuộc thi năm ấy nhờ thể hiện ca khúc "La La" do cô sáng tác.
Tháng 3 năm 2010, LadyKillah chính thức thành lập. Là thành viên của nhóm, Emily theo đuổi dòng nhạc pop, hip-hop và cho ra mắt những ca khúc như "Xin anh đừng" và "Ngọn nến trước gió". Năm 2011, cô gia nhập B.Sily cùng với Hạnh Sino và Huyền Baby nhưng không tạo được tiếng vang, sau một năm thì B.Sily tan rã, mỗi người một sự nghiệp riêng.
Năm 2015, Emily hoạt đông âm nhạc trên thành phố Hồ Chí Minh và ra mắt ca khúc "Mùa xa nhau", ca khúc cũng được cô trình bày trong Bài hát yêu thích vào tháng 5 năm 2015. Tháng 10 năm 2016, Emily gia nhập 1989s Entertainment do Tiên Cookie thành lập, trở thành một trong những ca sĩ mainstream cùng với Bích Phương và BigDaddy.
Tháng 2 năm 2019, Emily cùng với BigDaddy phát hành ca khúc "Mượn rượu tỏ tình". Ca khúc sớm chinh phục được nhiều khán giả trong mùa lễ Valentine nhờ vào phần ca từ do Emily thể hiện có sức hút lớn và phần rap của BigDaddy, và video âm nhạc của ca khúc từng đạt được top 1 xu hướng trên YouTube. Ca khúc cũng đã mang về cho cả Emily lẫn BigDaddy một giải "Top 10 ca khúc được yêu thích" và một đề cử "Bài hát hiện tượng" tại lễ trao giải Làn Sóng Xanh năm 2019, cũng như một giải "Video âm nhạc R&B xuất sắc nhất của năm" tại WebTVAsia Awards 2019.

## Đời tư
Năm 2009, Emily đã gặp gỡ và quen biết nam rapper người Việt Nam BigDaddy. Họ bắt đầu mối quan hệ vào năm 2011, và đến khoảng năm 2013 thì quyết định chia tay do BigDaddy tạm thời trở lại Nga trong vòng nửa năm.
Đến năm 2015, họ quyết định tái lập mối quan hệ lại từ đầu và công bố đã kết hôn vào năm 2019. Cả hai có một người con trai và một người con gái lần lượt là Bảo Nguyên (sinh năm 2016) và Bảo Uyên (sinh năm 2017), sau này được Emily xác nhận vào dịp Tết Nguyên đán năm 2019. Tháng 8 năm 2023, cặp đôi phát hành video âm nhạc cho ca khúc "Ngõ chạm", trong đó có cảnh đám cưới của họ cùng với sự góp mặt của nhiều người nổi tiếng.

## Giải thưởng
| Năm  | Lễ trao giải              | Đối tượng                                  | Hạng mục                                | Kết quả   | Chú thích |
| ---- | ------------------------- | ------------------------------------------ | --------------------------------------- | --------- | --------- |
| 2019 | Giải thưởng Làn Sóng Xanh | "Mượn rượu tỏ tình" (hợp tác với BigDaddy) | Bài hát hiện tượng                      | Đề cử     | [ 8 ]     |
| 2019 | Giải thưởng Làn Sóng Xanh | "Mượn rượu tỏ tình" (hợp tác với BigDaddy) | Top 10 ca khúc được yêu thích           | Đoạt giải | [ 9 ]     |
| 2019 | WebTVAsia Awards 2019     | "Mượn rượu tỏ tình" (hợp tác với BigDaddy) | Video âm nhạc R&B xuất sắc nhất của năm | Đoạt giải | [ 10 ]    |
| 2023 | Giải thưởng Làn Sóng Xanh | "Ngõ chạm" (hợp tác với BigDaddy)          | Top 10 ca khúc được yêu thích           | Đề cử     |           |

## Danh sách đĩa nhạc

### Đĩa đơn
- Imma Heartbraker (2010)
- Tình cờ (2012)
- Xin anh đừng (2013)
- Quên đi (2013)
- Call Your Name (2014)
- Ngọn nến trước gió (2014)
- Mùa xa nhau (2015)
- Mưa bão (2015)
- Sẽ chỉ là mơ (2015)
- Chưa yêu vội (2016)
- Người tình nhỏ bé (2019)
- Khi mình xinh thì mình làm gì (2019)
- Mượn rượu tỏ tình (2019)
- Ơ sao bé không lắc (2019)
- Ngõ chạm (2023)
- Ở sâu trong tim này (2023)
- Yêu nắm (2024)